# Suture longitudinale
La suture longitudinale (ou suture antéropostérieure ou grande suture) est une suture crânienne du crâne fœtal qui disparait durant la croissance. Elle relie les deux moitiés de l'os frontal en avant les os pariétaux à l'arrière depuis la racine au nez jusqu'à l'occiput.